# F41 (Paralympics)
T41 und F41 sind Startklassen der paralympischen Sportarten für Sportler in der Leichtathletik. Zugehörigkeiten von Sportlern sind wie folgt skizziert:
„Kleinwuchs.“
Sportler in dieser Klasse haben Achondroplasie oder eine ähnliche Abweichung, die zu Kleinwuchs führt.
Es gibt die beiden Klassen 40 und 41, die nach Körpergröße der Athleten und der Proportionalität ihrer oberen Gliedmaßen differenzieren:
- Männer dürfen in der Klasse T/F41 nicht größer als 145 cm sein mit einer maximalen Armlänge von 66 cm. Der Gesamtwert von Körpergröße und Armlänge darf nicht höher sein als 200 cm.

- Frauen dürfen in der Klasse T/F41 nicht größer als 137 cm sein mit einer maximalen Armlänge von 63 cm. Der Gesamtwert von Körpergröße und Armlänge darf nicht höher sein als 190 cm.

Zu beachten: Die Klassifizierungen und Startklassen wurden in den letzten Jahren weiter ausdifferenziert, wobei jedoch der gleiche Klassifizierungscode andere Kriterien enthalten kann.
Der IPC Classification Code 2007 enthielt die Startklassen T40 und T41 nicht.